# 岐阜県道・愛知県道19号土岐足助線
岐阜県道・愛知県道19号土岐足助線（ぎふけんどう・あいちけんどう19ごう ときあすけせん）は、岐阜県土岐市から愛知県豊田市に至る県道（主要地方道）である。

## 概要
岐阜県土岐市泉池ノ上町の国道19号から分岐して、愛知県豊田市新盛町の国道153号交点に至る。
路線名の「足助」は、終点がかつて東加茂郡足助町だったことに由来する。

### 路線データ
- 起点：岐阜県土岐市泉池ノ上町（泉池ノ上町交差点、国道19号交点）
- 終点：愛知県豊田市新盛町（新盛交差点、国道153号交点）

## 歴史
- 1977年2月28日 認定
- 1993年（平成5年）5月11日 - 建設省から、県道土岐足助線が土岐足助線として主要地方道に指定される[1]。
- 2022年（令和4年）12月6日 - 妻木バイパスが開通[2]。

## 路線状況

### 別名
- とき窯元街道（土岐市）

### バイパス
- 妻木バイパス（土岐市妻木町）
  - 2022年12月6日供用開始[2]。全長1.813 kmで、2車線[2]。

### 重複区間
- 国道363号（土岐市鶴里町柿野）
- 国道419号（豊田市下仁木町・下仁木諸屋交差点 - 豊田市上仁木町・上仁木白山交差点）
- 愛知県道11号豊田明智線（豊田市下切町下切 - 豊田市小渡町七升蒔）
- 愛知県道490号笹戸稲武線（豊田市杉本町仏田 - 豊田市榊野町）

## 地理
岐阜県内（土岐市内）の沿線には土岐市立総合病院や柿野温泉などがある。愛知県に入ると、旧西加茂郡小原村、東加茂郡旭町（現在は両方とも豊田市になっている）の中心部を通り、国道153号に合流して終点となる。

### 通過する自治体
- 岐阜県
  - 土岐市
- 愛知県
  - 豊田市

### 交差する道路

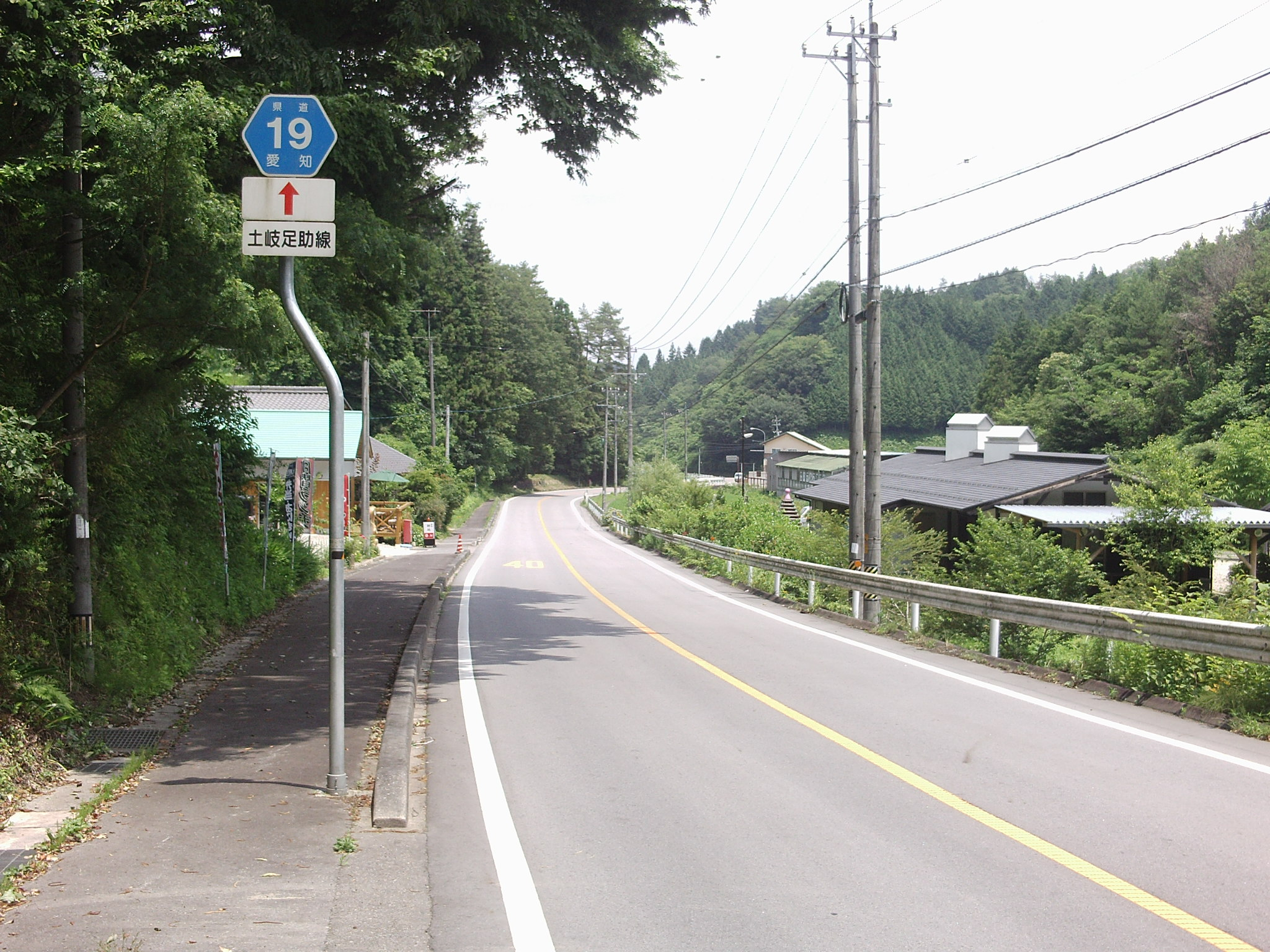
終点（愛知県豊田市新盛町、旧･足助町域）

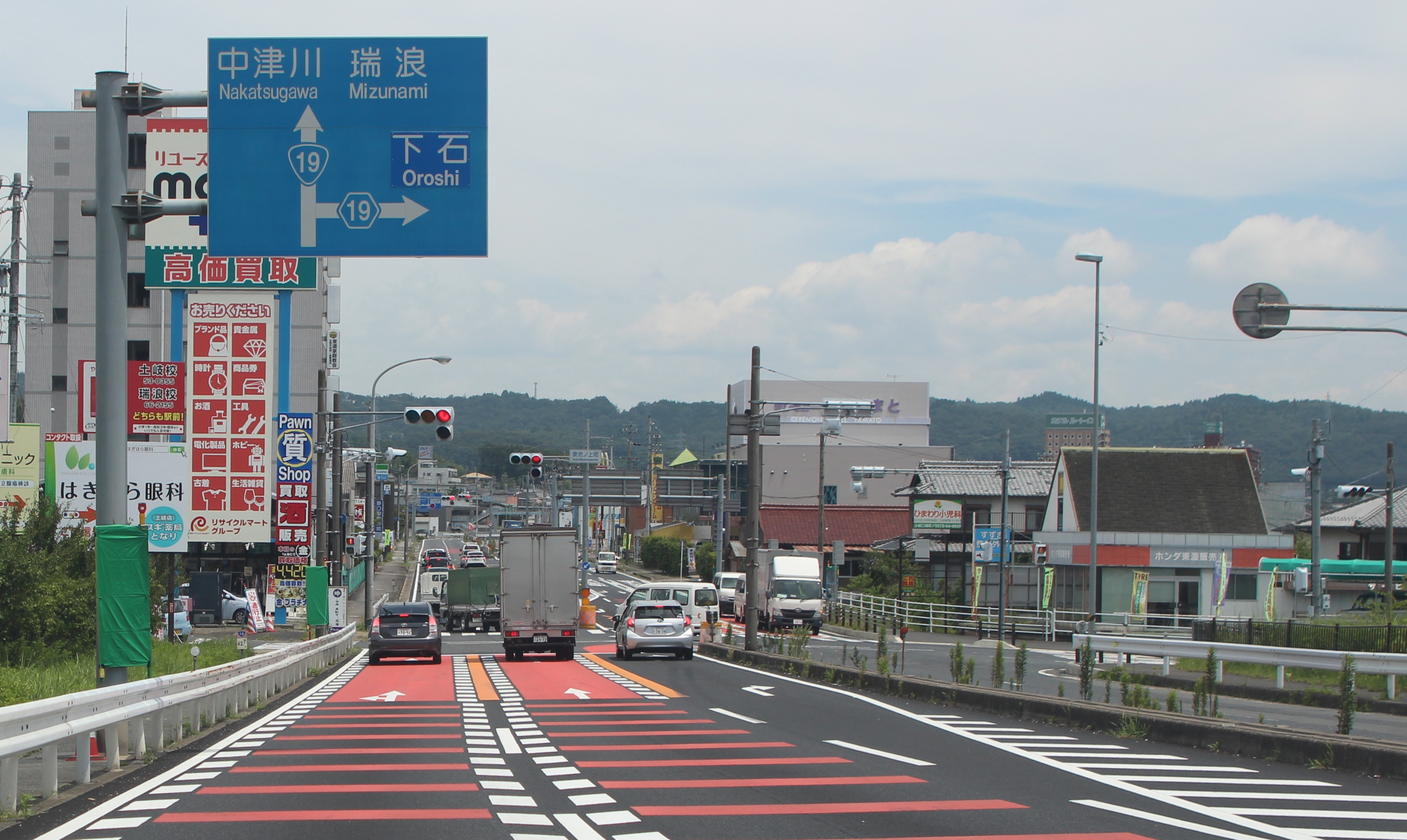
国道19号との「泉池ノ上町」交差点

- 国道19号（土岐市泉池ノ上町・泉池ノ上町交差点、起点）
- 岐阜県道385号河合多治見線（土岐市泉日之出町・日之出町1交差点）
- 岐阜県道421号武並土岐多治見線（土岐市土岐口北町・土岐口北町交差点）
- 岐阜県道392号肥田下石線（土岐市下石町・裏山口南交差点）
- 岐阜県道66号多治見恵那線（土岐市下石町・下石交差点）
- 岐阜県道388号妻木笠原線（土岐市妻木町）
- 国道363号（土岐市鶴里町柿野）
- 国道363号（土岐市鶴里町柿野）
- 国道363号（土岐市鶴里町柿野）
- 愛知県道353号大平折平線（豊田市大平町）
- 愛知県道485号沢田御作線（豊田市西萩平町）
- 国道419号（豊田市下仁木町・下仁木諸屋交差点）
- 国道419号（豊田市上仁木町・上仁木白山交差点）
- 愛知県道351号上仁木明智線（豊田市上仁木町）
- 愛知県道11号豊田明智線（豊田市下切町下切）
- 愛知県道355号島崎豊田線（豊田市島崎町）
- 愛知県道356号大野瀬小渡線（豊田市小渡町船戸）
- 愛知県道11号豊田明智線（豊田市小渡町七升蒔）
- 愛知県道366号小渡明川足助線（豊田市小渡町）
- 愛知県道490号笹戸稲武線（豊田市杉本町仏田）
- 愛知県道490号笹戸稲武線（豊田市榊野町）
- 国道153号（豊田市新盛町・新盛交差点、終点）

## 沿線の施設

### 岐阜県土岐市
- 土岐市立総合病院
- 土岐市立妻木小学校
- 土岐市妻木公民館
- 土岐市射撃場
- 土岐市役所鶴里支所
- 土岐市鶴里公民館
- 柿野温泉

### 愛知県豊田市
- 豊田市立小原中部小学校
- 豊田市立小渡小学校
- 小渡温泉
- 豊田市役所旭支所
- 豊田市立敷島小学校
- 榊野温泉